# Jephtha
Jephtha (en español, Jefté) HWV 70 es un oratorio (1751) de Händel con un libreto del reverendo Thomas Morell, basado en la historia de Jefté en Jueces (Capítulo 11) y Jephthas sive votum - "Jefté o el Voto" (1554) de George Buchanan. Mientras escribía Jephtha, Händel se vio progresivamente preocupado por su gradual pérdida de visión, y este resultó ser al final su último oratorio. En la partitura autógrafa, al final del coro "How dark, O Lord, are thy decrees" ("Cuán oscuros, oh Señor, son tus decretos") escribió "Reached here on 13 February 1751, unable to go on owing to weakening of the sight of my left eye" ("Llegué aquí el 13 de febrero de 1751, incapaz de seguir adelante por el debilitamiento de la vista de mi ojo izquierdo").
La historia se refiere a la promesa precipitada de Jefté al Todopoderoso de que si resultaba victorioso, sacrificaría la primera criatura que se encontrara a su regreso. Le sale al paso su amada hija Iphis. A diferencia de la historia bíblica original, interviene un ángel para detener el sacrificio, e Iphis sólo necesita dedicar su vida al Señor. En contraste, la historia bíblica implica fuertemente que el padre elige sacrificarla, pero se logra un breve aplazamiento, después del cual Iphis regresa obedientemente y la matan. Los estudiosos no están conformes respecto a su él realmente la sacrifica o si, como se narra en el oratorio, ella se dedica entonces al Señor y se pide que tenga una vida de perpetua virginidad. A pesar de todo, sin embargo, la Biblia no menciona a un ángel que detenga lo ocurrido. 
Representaciones escénicas del material basado en personajes bíblicos fue prohibido en Gran Bretaña en la época del estreno de la obra. La obra maestra final de Händel fue presentada en el Covent Garden el 26 de febrero de 1752, con el compositor dirigiendo, y con un reparto que incluyó dos divas de la escena operística, Giulia Frasi, La prima donna de Händel desde 1749, y Caterina Galli. Fue presentada sin escenario o vestuario, dividida en tres actos.

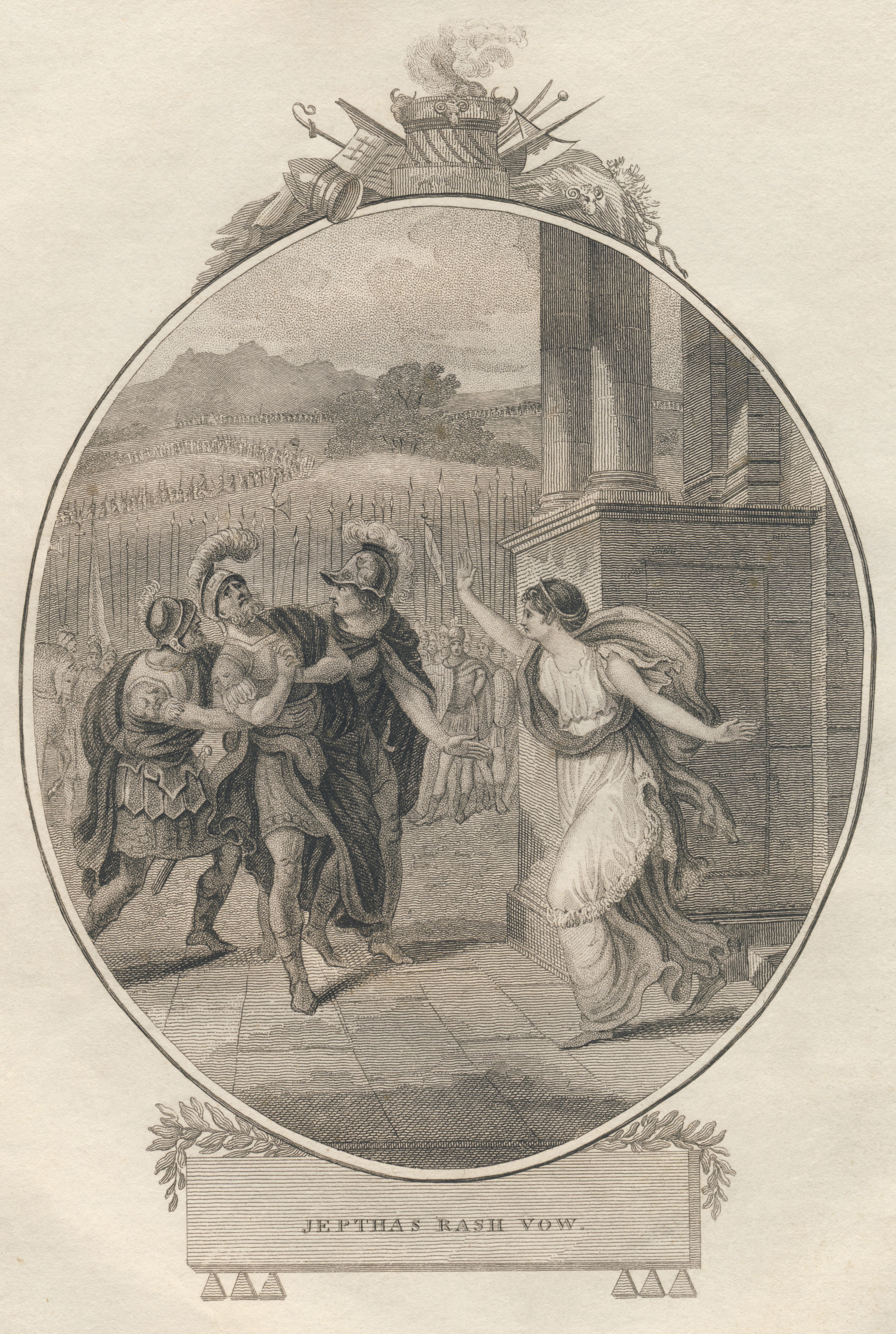
"Precipitado voto de Jefté" (1807), de James Gundee & M. Jones, Londres.

Se recuerda a Jephtha principalmente por el dramático recitativo Deeper, and deeper still, y el aria Waft her, angels, thro' the skies, una de las arias más bellas de Händel. Los dos pasajes aparecen por separado dentro del oratorio, pero durante el siglo XIX se representaban a menudo juntos en concierto, como si el recitativo directamente precediera al aria.[cita requerida]

## Dramatis Personae
- Jephtha (tenor)
- Iphis, su hija (soprano)
- Storgé, su esposa (mezzosoprano)
- Zebul, su hermano (bajo)
- Hamor, enamorado de Iphis (contratenor)
- Angel (soprano)
- Coro de Israelitas
- Coro de Sacerdotes
- Coro de Vírgenes